# Scato Trip
Scato Trip, né le 17 février 1742 à Groningue et mort dans cette ville le 29 juin 1822, est un homme politique néerlandais.

## Biographie
Scato Trip naît dans une famille aisée ; son père est gouverneur de la ville de Coevorden. Il étudie le droit à l'université de Groningue du 12 septembre 1761 au 18 mars 1767. À cette date, il est chargé de percevoir le droit d'accise de la tourbe à Groningue et des Ommelanden. Parallèlement, il devient, à partir de 1771, marguillier de la Martinikerk, la principale église de Groningue.
Par deux fois, il représente la province de Groningue aux États généraux des Provinces-Unies, de 1786 à 1788 puis de 1790 à 1792. En 1787, il est désigné major de l'exercitiegenootschap de Groningue mais il s'acquitte très modérément de sa tâche. La compagnie est dissoute dès le 5 octobre après l'intervention prussienne de septembre. Il siège aux États provinciaux de Groningue en 1794 et 1795.
La Révolution batave éclate en janvier 1795 et chasse Guillaume V d'Orange du pouvoir. Le 25 janvier, l'exercitiegenootschap est rétablie et Scato Trip en devient le colonel. Il quitte cette fonction le 13 août. Le 27 janvier 1796, il est élu député à la première Assemblée nationale de la République batave par le district de Veendam. Réputé pour ses opinions fédéralistes, il est appelé le 15 mars à siéger parmi les 21 membres d'une commission chargée de rédiger le projet de constitution. Il est remplacé sur les bancs de l'Assemblée par Eisso Metelerkamp et retrouve son siège le 10 novembre. En mai 1797, il défend vigoureusement le droit de l'université de Groningue à délivrer des diplômes de doctorat, droit supprimé par le projet de constitution au profit de l'université de Leyde. Le rejet du projet lors du référendum du 8 août 1797 a préservé ce droit. Il préside l'Assemblée du 7 au 21 août 1797, une semaine avant la fin de la législature.
Le 30 mars 1799, il est siège à l'administration générale du département de l'Eems, puis à partir du 22 juin 1802, au sein du conseil des finances du département de Groningue, jusqu'au 30 mai 1807. L'année suivante, il est nommé au conseil municipal de Groningue et à la commission agricole du département. En 1810, la Hollande est rattachée à la France et Scato Trip prend sa retraite.